# 薩默斯 (阿肯色州)
薩默斯（英語：Summers）是位於美國阿肯色州華盛頓縣的一個非建制地區。該地的面積和人口皆未知。

## 地理
薩默斯的座標為35°58′52″N 94°29′30″W / 35.98111°N 94.49167°W，而該地的平均海拔高度為362米（即1188英尺）。